# Samostan sv. Katarine, Sinaj
Samostan sv. Katarine, pravoslavni samostan, močno utrjen, v gorovju na Sinajskem polotoku v Egiptu.
Samostan deluje neprekinjeno od ustanovitve leta 528. Postal je duhovno in kulturno središče grškega, latinskega, sirskega, etiopskega in slovanskega krščanskega meništva. Je sedež avtonomne Sinajske pravoslavne cerkve.  V njem je najstarejša krščanska knjižnica, po številu rokopisov takoj za vatikansko. Samostan je vključen v Unescovo svetovno dediščino.

## Zgodovina
Gorovje na Sinajskem polotoku, kjer je na biblični gori Sinaj (tudi Horeb) Mojzes od Boga prejel deset božjih zapovedi, je svet kraj za judaizem, krščanstvo in tudi islam. Že v 4. stoletju so tam prebivale številne meniške skupnosti. Najstarejši opis življenja  puščavnikov podaja potopis galske romarice Egerije iz obdobja 381-384.
V  dolini Vadi el-Der, na domnevnem mestu, kjer naj bi po judovskem in krščanskem izročilu Bog govoril Mojzesu iz gorečega grma (2 Mz 3), je v četrtem stoletju že stala Marijina kapela. Najstarejši vir, ki govori o samostanu, kronika aleksandrijskega patriarha Eutychiusa iz 10. stoletja, pripisuje ustanovitev kapele Sveti Heleni, materi bizantinskega cesarja Konstantina.
Bizantinski cesar Justinijan I. je dal okrog kapele sezidati samostan in ga za zaščito menihov obdati z visokim in utrjenim obzidjem. Tam je naselil tudi samostanske varuhe, 200 družin, katerih potomci tudi danes živijo na samostanskih metohijah. Samostan je postal duhovno in kulturno središče grškega, latinskega, sirskega, etiopskega in slovanskega krščanskega meništva.
Okrog leta 610 je eden od puščavnikov, poznan kot Ivan Klimakos (starogrško  Ἰωάννης Κλίμακος, »klimax« pomeni »lestev«), v grščini napisal razpravo Lestev v raj, vplivno delo vzhodno krščanske duhovnosti, ki je oblikovalo mnoge generacije menihov in pobožnih ljudi. Življene kristjana je prikazal kot božjo lestev s tridesetimi klini, po kateri se verniki vzpenjajo proti nebesom, pri čemer jih demoni skušajo, angeli vzpodbujajo, Kristus pa jih na vrhu pričakuje z dobrodošlico.
Po legendi je Mohamed, preden je postal prerok, nekajkrat obiskal samostan.  Po svojem političnem vzponu je leta 625 napisal dokument, v katerem samostanu zagotavlja nedotakljivost in s tem nadaljnji obstoj znotraj muslimanskega sveta. Dokument so priznavali vsi islamski vladarji, tako da samostan nikdar ni bil zavzet ali poškodovan. Dokument hrani danes muzej Topkapi v Carigradu, v  samostanu pa se nahaja prepis, ki ga je dal narediti eden od osmanskih sultanov.
Ko je v  začetku 11. stoletju fatimidski kalif Al-Hakim bi-Amr Alah grozil z razrušenjem samostana, so menihi poleg cerkve zgradili mošejo z minaretom.
Prisotnost križarjev v vzhodnem Sredozemlju od prve križarske vojne do leta 1270 spodbujala zanimanje evropskih kristjanov za samostan in povečala število romarjev, ki so obiskali samostan. 
Tudi Napoleon je izdal varovalno pismo za samostan. Tako je samostan doživel edini napad šele 18. aprila 2017, ko so vhodno stražo napadli teroristi islamske milice ter ubili enega in ranili dva policista.
V novejšem času obiskuje samostan zelo veliko romarjev-turistov. Pod samostanom se je razvilo mestece Sveta Katarina, široko območje goratega Sinaja pa je proglašeno za nacionalni park Sveta Katarina.

## Sinajska pravoslavna cerkev
Samostan je bil sprva posvečen Mariji-materi. Šele kasneje, ko so križarji prinesli v Evropo legendo o sv. Katarini Aleksandrijski, so samostan poimenovali po njej; po legendi naj bi namreč angeli odnesli njene ostanke na goro Sinaj. Glavni praznik samostana je praznovanje Jezusove spremenitve na gori. Samostan je postal priljubljen romarski cilj, ki ga letno obišče kakih 50.000 romarjev in turistov.
V samostanu domuje Sinajska pravoslavna cerkev, ki se ima za avtonomno.  Skupaj z nunskim samostanom v Vadi Firanu (antično Faran) in maloštevilnimi družinami pretežno grškega izvora v obalnem kraju at-Tur (antični Raitho)  ima kakih 900 članov. Iguman samostana je hkrati tudi sinajski, faranski, in raitski arhiepiskop. Sinajska pravoslavna cerkev je pod jurisdikcijo jeruzalemskega pravoslavnega patriarhata, ki ima v zadnjih stoletjih sedež v Kairu.  Obred je bizantinski, liturgični jezik grščina. 

## Samostanska knjižnica
Samostanska knjižnica je verjetno najstarejša ohranjena krščanska knjižnica.  Hrani 6.000 rokopisov in knjig v grškem, sirijskem, staro etiopskem, arabskem, gruzinskem in starocerkvenoslovanskem jeziku, od tega 3.000 antičnih. Nekateri so starejši kot samostan. Zbirko po obsegu presega samo vatikanska knjižnica. Večina knjig ima še originalno, starodavno vezavo. Ob pregledovanju gradiva so bili v knjižnici najdeni mnogi edinstveni dokumenti.
Med njimi je najpomembnejši Sinajski kodeks, ki je najstarejši biblijski rokopis v grščini, napisan v 4. stoletju z uncialno pisavo v palestinski Cezareji. Leta 1844 ga je v samostanu odkril nemški evangeliški teolog Konstantin von Tischendorf. Vsebuje Novo zavezo in večino Stare zaveze, Barnabovo pismo ter odlomek Hermovega Pastirja. Hranijo ga v Britanskem muzeju.
V samostanu sv. Katarine so našli tudi dva rokopisa iz Makedonije, napisana v obli glagolici: Sinajski psalter, najstarejši starocerkvenoslovanski psalter iz 10./11. stoletja, in Sinajski evhologij, starocerkvenoslovansko liturgično knjigo iz 12. stoletja. 
Danes so najpomembnejši rokopisi preslikani in dostopni za znanstveno raziskovanje.

## Zbirka ikon in umetniških izdelkov
Ker so v 8. stoletju, v obdobju ikonoklazma, ozemlje, na katerem stoji samostan, zasedali Arabci, se je samostan izognil uničevanju ikon. Tako poseduje danes preko 2.000 ikon, med katerimi so najstarejše iz 6. stoletja. Nekatere so izdelane v tehniki slikanja z vročim voskom (enkavstika). Poleg ikon hrani samostan dragocene liturgične predmete, kelihe, relikviarije itn. Stene samostana krasijo mozaiki, značilni primerki zgodnje bizantinske umetnosti. 
Nekaj ikon in podob iz samostana sv. Katarine:
- Marije z detetom, svetniki in angeli, ikona, 6. stoletje
- Najstarejša poznana ikona Kristusa Pantokratorja, enkavstika na leseni plošči
- Križanje, 13. stoletje
- Marijino oznanjenje, sveta vrata
- Marija z detetom, 13. stoletje
- Nadangel Mihael, bizantinska ikona, 13. stoletje
- Jezusova spremenitev na gori, del ikonostasa, 12. stoletje
- Božja lestev v nebesa, ilustracija Klimakosovega nauka
- Bizantinski cesar Ivan VIII. Paleolog, podoba vložena v Codex 2123 fol. 30v.
- Ikona svete Katarine Aleksandrijske